# Giovanni III Semnudeo
Giovanni III Semnudeo (in copto Ⲓⲱⲁⲛⲛⲏⲥ, in arabo يوأنس‎?; Samannud, ... – 27 novembre 689) è stato il 40º Papa della Chiesa copta.

## Biografia
Fu scelto a ricoprire tale carica dal suo predecessore Agato e quando questo morì Giovanni venne accettato quale papa copto.
Durante il suo pontificato il califfo Marwan ibn al-Hakam assegnò l'incarico di governare l'Egitto al figlio Abd al-Aziz ibn Marwan. Giovanni si dimenticò di salutare il nuovo governatore e per questa mancanza fu denunciato ad Abd al-Aziz come ribelle e con l'accusa di aver accumulato una grande ricchezza. Abd al-Aziz su queste accuse fece arrestare Giovanni III e chiese per liberarlo un compenso di 100.000 scudi d'oro. Il compenso fu poi ridotto a 50.000 scudi in quanto la Chiesa copta non disponeva dei fondi necessari al riscatto.
Le fonti copte attribuiscono a Giovanni il completamento della cattedrale copta di San Marco ad Alessandria e la conversione di molti calcedoniani alla dottrina miafisita professata dalla Chiesa copta.